# Ельчанинов, Валентин Александрович
Валенти́н Алекса́ндрович Ельчани́нов (18 апреля 1929, с. Чоя, Республика Алтай — 2 февраля 2019, г. Барнаул, Алтайский край) — советский и российский философ, специалист по проблемам методологии науки. Доктор философских наук, профессор. Создатель научной школы «Методология исторического познания», автор около 30 монографий и учебных пособий и более 300 статей в научных журналах и сборниках, издаваемых в различных городах России.

## Биография
После окончания историко-филологического факультета Томского университета работал в вузах Омска и Барнаула, учился в аспирантуре на кафедре философии ТГУ. В этот период определилось направление исследовательской работы — методология исторической науки.
После успешного окончания аспирантуры и защиты кандидатской диссертации (1967 г.) работал в медицинском и педагогическом институтах г. Барнаула, а в 1978 году, в период становления Алтайского госуниверситета, был приглашен на заведование кафедрой философии АГУ.
В 1979 году защитил докторскую диссертацию «Методологический анализ проблемы отношения исторической науки к искусству», одним из оппонентов которой был академик А. П. Окладников. Диссертационное исследование положило начало спецкурсу, читаемому для студентов исторического и социологического факультетов.
Явился инициатором открытия аспирантуры (1980 г.) и докторантуры (1998 г.) по специальности «Социальная философия», «Онтология и теория познания» в Алтайском государственном университете. Он является руководителям аспирантов и докторантов. Под его руководством подготовлены и защищены более 30 кандидатских и докторских диссертаций, сформировавших определенное направление в изучении проблематики исторического сознания, авторы которых работают сегодня в вузах России, в управленческих структурах, в системе коммуникации.
Организаторские способности В. А. Ельчанинова ярко проявились на посту зав. кафедрой философии, которой он руководил около 20 лет. За это время кафедра выросла в количественном и качественном составе: на кафедре были подготовлены новые курсы философии и философские специальные курсы. В. А. Ельчаниновым была проделана подготовительная работа по подготовке к открытию специальности «Философия».
Также Валентин Александрович стоял у истоков подготовки философских кадров высшей квалификации в сибирском регионе. Благодаря его плодотворной организаторской работе в диссертационных советах Сибири (в Томске, Тюмени, Новосибирске) вузы Сибири имеют прекрасный кадровый состав.
В. А. Ельчанинов являлся председателем Совета Почетных профессоров АлтГУ, членом Ученого Совета университета, активно работал в его кадровой комиссии.
До последних дней жизни В. А. Ельчанинов вёл активную научную работу, являлся членом диссертационных советов по защите кандидатских и докторских диссертаций по историческим, философским, социологическим, культурологическим наукам.
Валентин Александрович Ельчанинов ушёл из жизни 2 февраля 2019 года.